# Дуб Котова
Дуб Котова — ботанічна пам'ятка природи місцевого значення, розташована у провулку Золочівський, 10 Подільського району м. Києва. Дерево заповідано у листопаді 2009 року.

## Опис
Дуб черещатий віком більше 350 років. Висота дерева 20 м, на висоті 1,3 м це дерево має 4 м в охопленні.

## Галерея

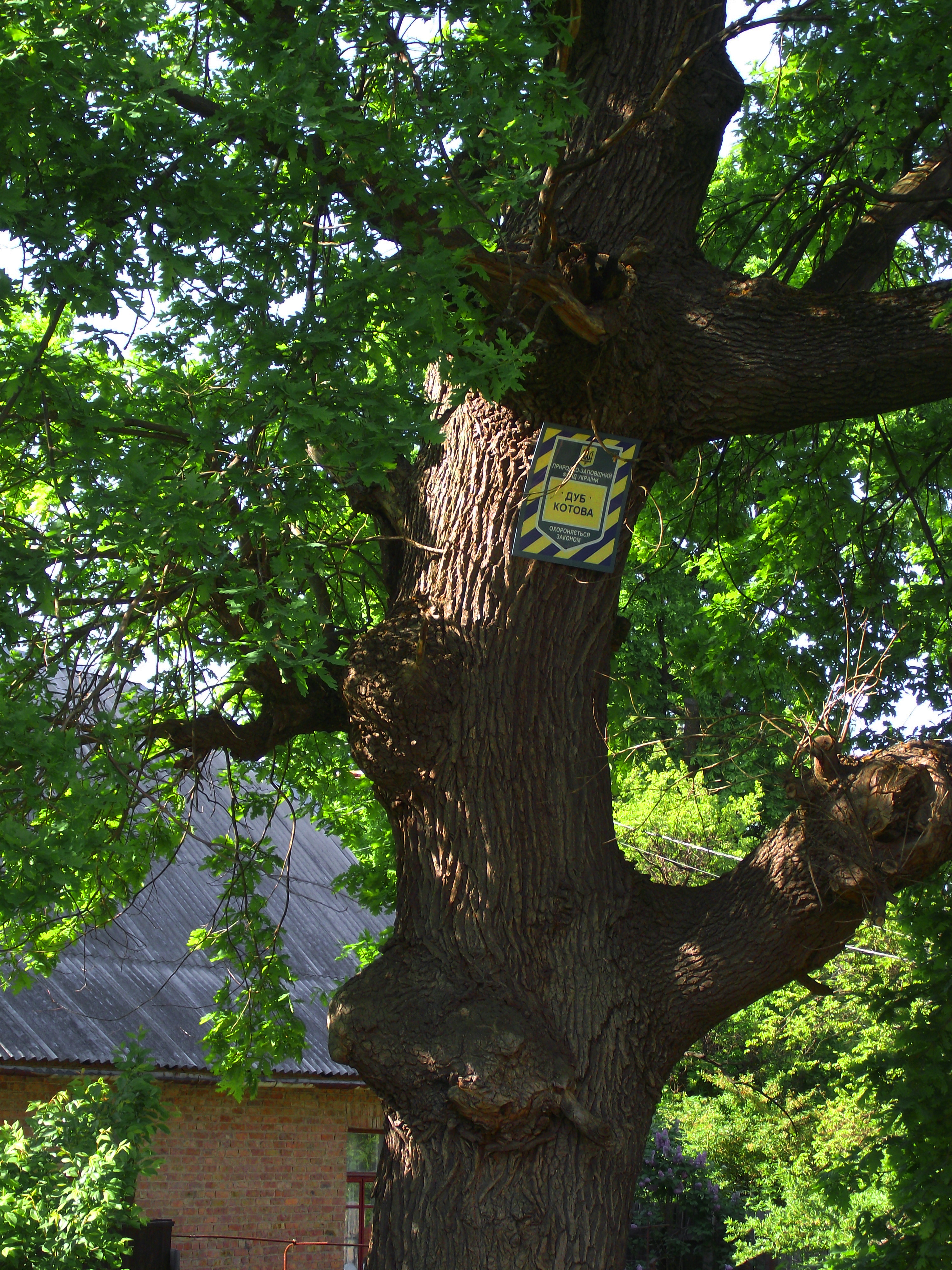
Дуб Котова у 2010 році
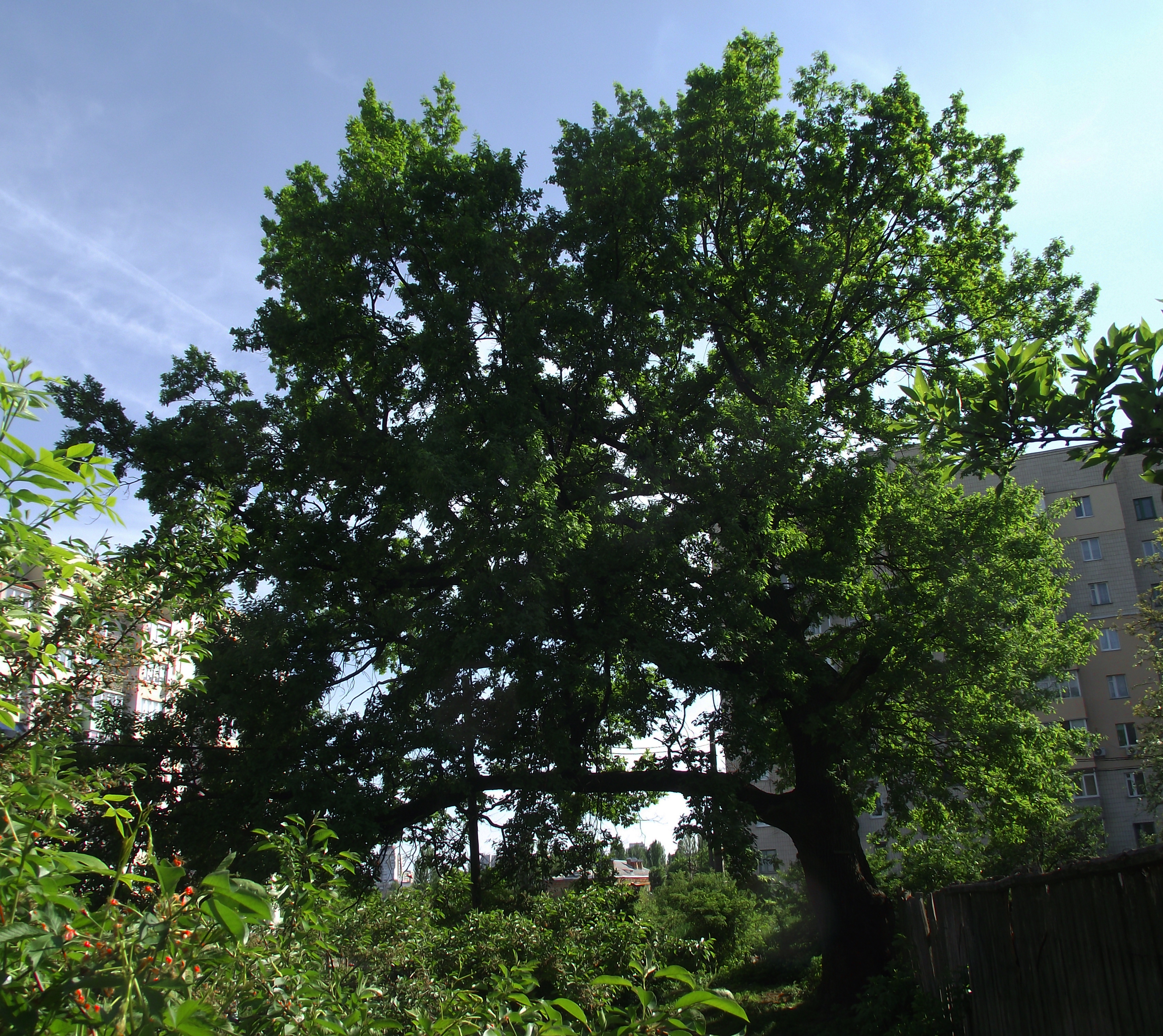
Дуб Котова у 2010 році
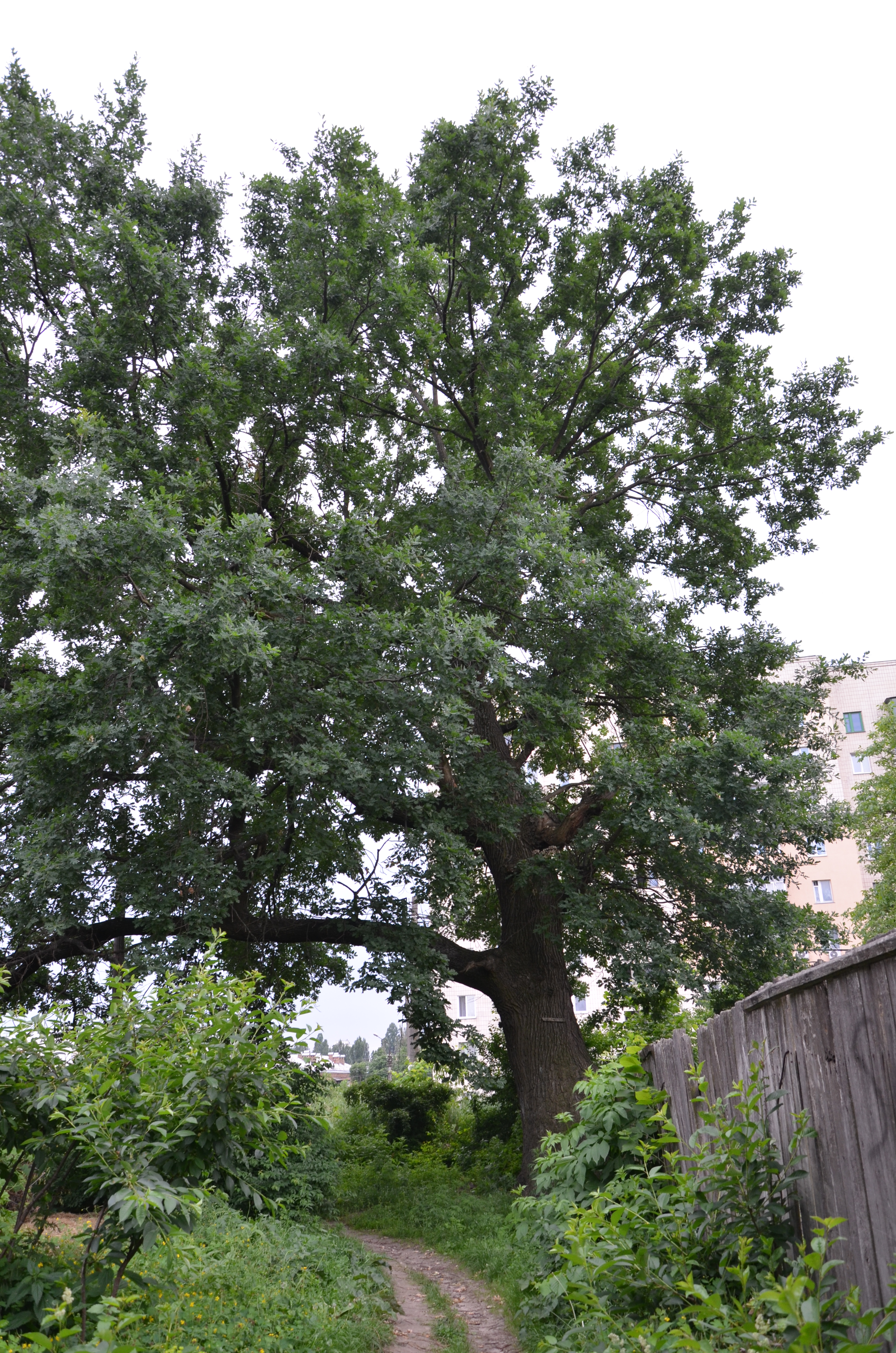
27 травня 2014 року
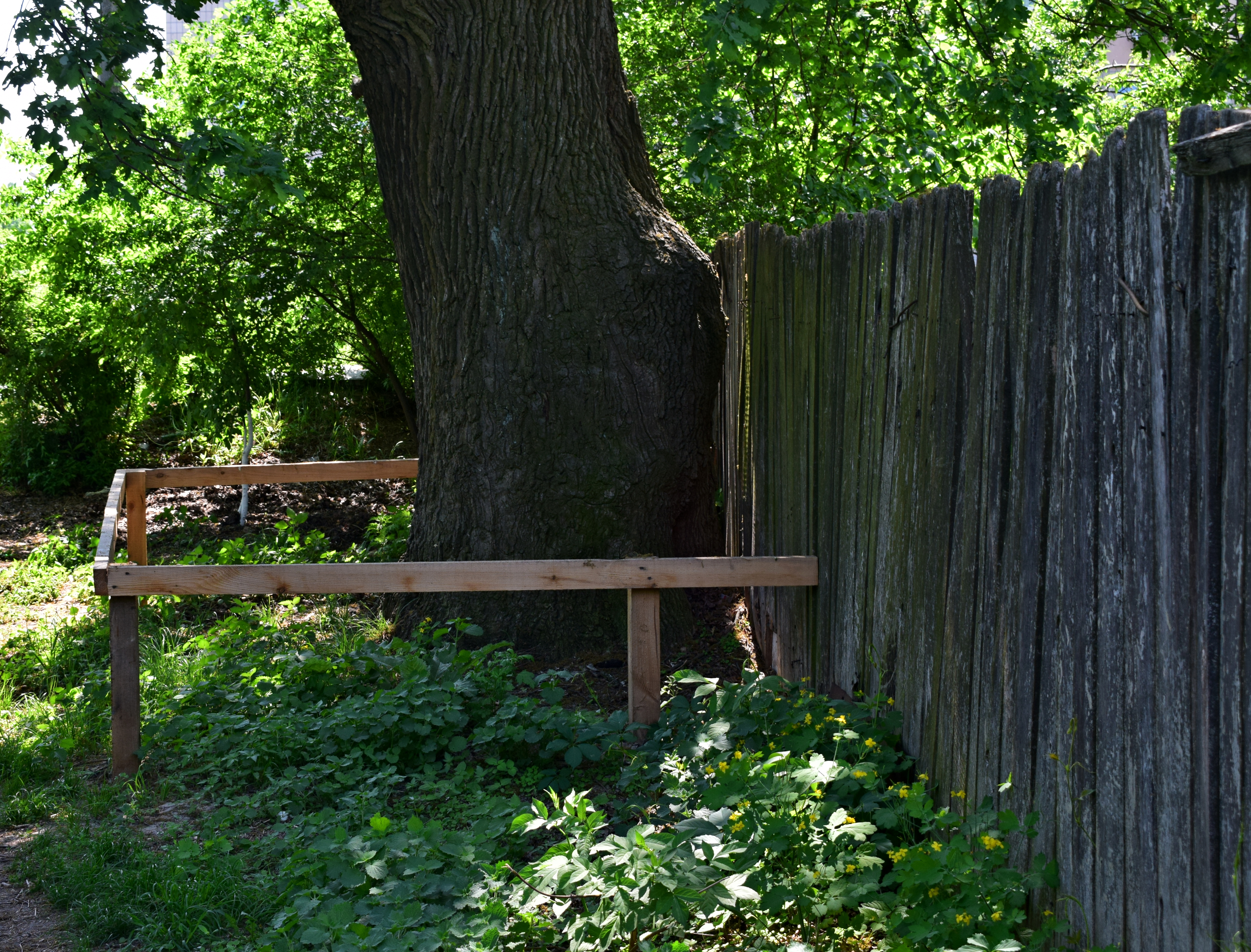
Дуб Котова 6 травня 2018 року